# Lalizolle
 Lalizolle  là một xã ở tỉnh Allier thuộc miền trung nước Pháp.